# Нова Англія (середньовіччя)
Нова Англія (англ. New England, давньоангл. Nīwe Englaland, лат. Nova Anglia) — гіпотетична колонія, заснована англійцями — втікачами від Вільгельма Завойовника на теренах Візантійської імперії в другій половині XI століття. Гіпотетично могла існувати на території Криму.

## Передумови
У січні 1066 року помер король Англії Едуард Сповідник. Один з найвпливовіших представників англійської знаті, Гарольд Ґодвінсон, заявив свої права на престол. У відповідь герцог Нормандії Вільгельм II оголосив війну Англії та розпочав похід.
Вирішальна битва війни між Нормандією та Англією відбулася 14 жовтня 1066 року під містом Гастінгс. За результатами бою король Гаральд II Ґодвінсон був убитий, військо Англії було розгромлене. Герцог Вільгельм захопив Англію та оголосив себе її королем, започаткувавши Нормандську династію.
Згідно з ісландською «Ятвардарською сагою», англійці повстанці вели боротьбу проти нормандського завоювання за підтримки данського короля Свейна II.

## Історичність Нової Англії

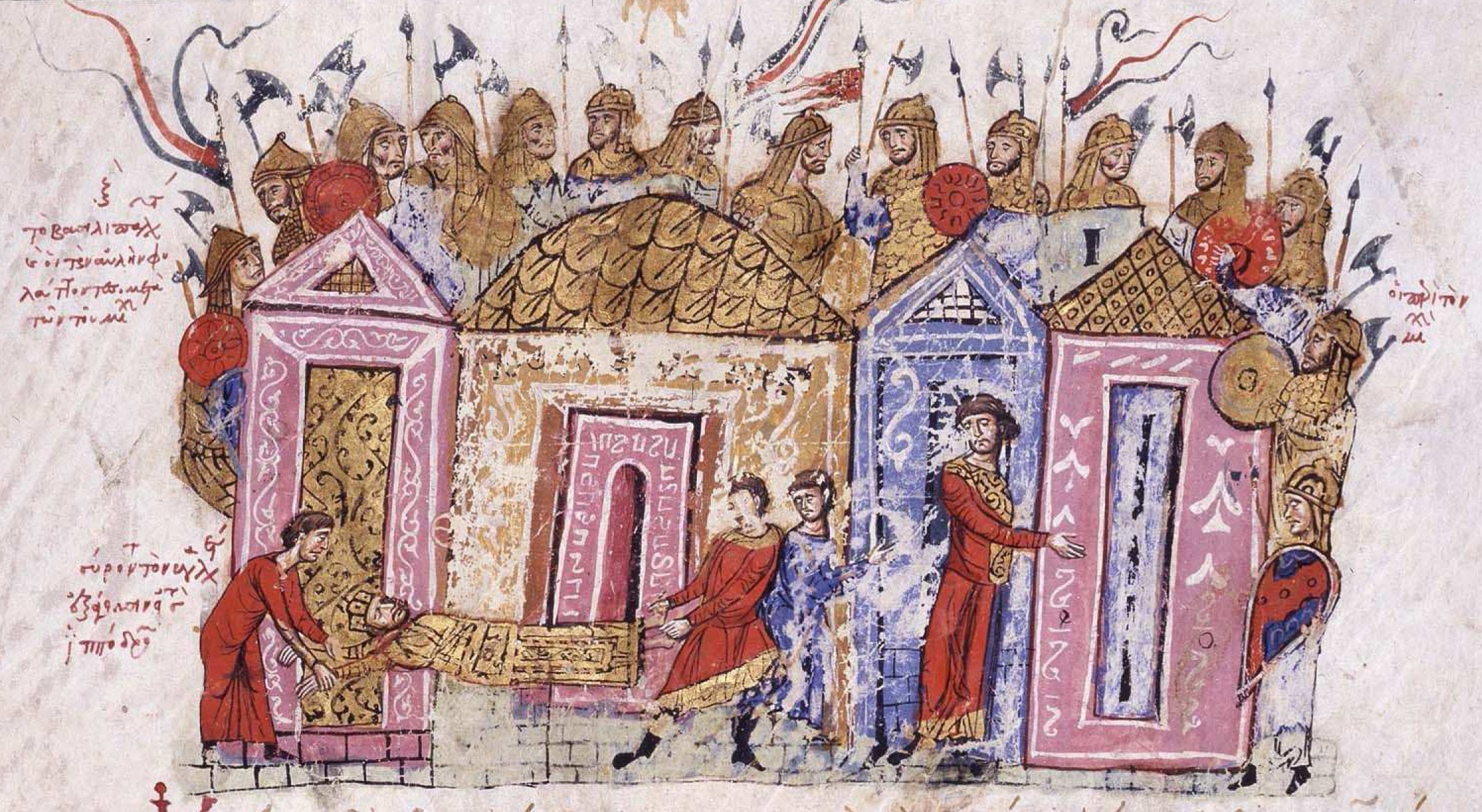
Варязька гвардія в Константинополі. Малюнок з Мадридської Скилиці. Більшість членів гвардії були нащадками англійців, що переселилися в XI столітті